# Jules César Denis van Loo
Jules-César Denis van Loo (Parigi, 20 maggio 1743 – Parigi, 1º luglio 1821) è stato un pittore francese.

## Biografia
Figlio ed allievo di Charles-André van Loo pittore ed incisore francese, fu un apprezzato pittore di paesaggi. Riconosciuto accademico di Francia il 30 ottobre 1784, espose al Salon de Paris dal 1784 al 1817.
Sue opere sono esposte in molti musei, tra i quali: Cherbourg: Paesaggio innevato; Compiègne: due paesaggi con figure; Parigi (Louvre) Paesaggio invernale; Tolosa:  Paesaggio con il Ponte di Tivoli, Campagna romana ed altri paesaggi italiani.  Molto apprezzati i suoi paesaggi al chiaro di luna.